# Giovanni Francesco Straparola
Giovanni Francesco Straparola, Gianfrancesco Straparola ou encore, en français, Jean François Straparole de Caravage (Caravaggio, province de Bergame, v. 1480 - Venise, v. 1558) est un écrivain italien de la Renaissance. Son œuvre majeure est Les Nuits facétieuses (Le piacevoli notti), publiée entre 1550 et 1555.

## Un personnage mystérieux
L'identité de Straparola continue à poser question. À peu près tout ce qu'on sait de lui se résume aux maigres informations contenues dans la préface de l'édition originale des Nuits facétieuses. S'il est possible que son prénom ait été « Giovanni Francesco », le nom « Straparola » est improbable, étant donné qu'il ne s'agit pas d'un nom de famille typique ni de cette époque ni du lieu, et que le nom, signifiant littéralement « babilleur », « jacteur », a tous les airs d'un sobriquet utilisé comme nom de plume. On peut toutefois penser que, né dans la province de Bergame, à Caravage, si du moins on en croit la préface, il serait venu s'installer à Venise alors qu'il était jeune homme. De la lecture de ses récits transparaît un homme cultivé, sachant le latin et plusieurs dialectes italiens, également connaisseur de la littérature de son époque.

## Œuvre
Selon la préface des Nuits facétieuses, Straparola serait l'auteur d'Opera nova, une recueil de sonnets et de poèmes publiés à Venise en 1508.
L'œuvre majeure de Straparola, cependant, est Les Nuits facétieuses (Le piacevoli notti), publié d'abord en deux volumes (1550 et 1553) de vingt-cinq et quarante-huit histoires, puis réédité (1555) en un seul volume de soixante-quatorze histoires ; l'une des histoires parue précédemment disparaissant au profit de deux autres, cela fait en tout soixante-quinze histoires. Le succès sera considérable. S'inspirant du modèle du Décameron de Boccace, les récits sont introduits par un récit-cadre, dans lequel les participants à une fête à Murano, une île de la lagune de Venise, racontent chacun une histoire ou fable, allant du grivois au fantastique, pendant les treize nuits que dure la fête. Le recueil exercera une influence sur le conte en tant que genre littéraire. Il contient en effet les premières versions écrites connues de plusieurs contes de fées, notamment une version de La Belle et la Bête antérieure à celles de mesdames de Villeneuve (1740) et Leprince de Beaumont (1757), et une première version de l'histoire du Chat botté. Traduit en français par Jean Louveau en 1560 et Pierre de Larivey 1576, le recueil était lu et apprécié dans les salons parisiens: Mme de Murat, Mlle Lhéritier, Mme d'Aulnoy, Perrault s'en sont directement inspirés.
Traductions françaises : 
- Les Facétieuses Nuits de Straparole traduites par Jean Louveau et Pierre de Larivey, chez P. Jannet, Paris 1857, Kraus reprints & Co, Millwook, New York 1982, 2 tomes (En ligne : BnF Gallica).
- Conteurs italiens de la Renaissance, Gallimard, 1993, coll. La Pléiade : 21 histoires Des Facétieuses Nuits traduites par Anne Motte-Gillet.
- Les Nuits facétieuses, traduction de Jean Louveau et Pierre de Larivey, revue, corrigée et commentée par Joël Gayraud, Paris, José Corti, collection Merveilleux, 1999  (ISBN 2-7143-0693-4).